# Jandino Asporaat
Jandino Asporaat, född den 9 januari 1981 i Willemstad, Nederländska Antillerna, är en nederländsk  skådespelare.
Asporaat har bland annat medverkat i fyra av filmerna i filmserien Bon Bini. I filmen Almost Cops spelade han Ramon en av huvudrollerna.

## Filmografi (i urval)
- 2015 – Bon Bini Holland
- 2018 – Bon Bini Holland 2
- 2022 – Bon Bini Holland 3
- 2025 – Almost Cops